# أندرسون سواريس دا سيلفا
أندرسون سواريس دا سيلفا (بالبرتغالية: Anderson da Silva‏) (16 أكتوبر 1987 في البرازيل - )؛ هو لاعب كرة قدم سابق كان يلعب كمهاجم.

## وصلات خارجية
- أندرسون سواريس دا سيلفا على موقع رابطة كرة القدم اليابانية للمحترفين (اليابانية)
- أندرسون سواريس دا سيلفا على موقع قاعدة بيانات كرة القدم.إي يو (الإنجليزية)
- أندرسون سواريس دا سيلفا على موقع Soccerway.com (الإنجليزية)
- أندرسون سواريس دا سيلفا على موقع عالم كرة القدم.نت (الإنجليزية)